# Куминский овраг
Куми́нский Овраг — бывшая малая река в Северо-Западном административном округе Москвы, нижний правый приток реки Таракановки (или Ходынки, если считать Таракановку притоком Ходынки). Своё название получил от фамилии «Кумин». Длина ручья составляла 700 метров. Водоток проходил недалеко от Хорошевского шоссе.